# Cirugía Wertheim-Meigs
La operación Wertheim-Meigs (llamada así en honor a Ernst Wertheim y Joe Vincent Meigs) es un procedimiento quirúrgico para el tratamiento del cáncer de cuello uterino que se realiza mediante una incisión abdominal.

## Historia
El cirujano alemán Wilhelm Alexander Freund realizó la primera extirpación abdominal de un útero canceroso el 30 de enero de 1878. La primera operación de histerectomía radical fue descrita por John G. Clark, ginecólogo residente bajo el tutelaje de Howard Kelly en el Hospital Johns Hopkins en 1895. En 1898, Ernst Wertheim, un médico vienés, desarrolló la histerectomía total radical con extirpación de los ganglios linfáticos pélvicos y el parametrio. En 1905, informó de los resultados obtenidos en sus primeras 270 operaciones. La tasa de mortalidad durante la cirugía fue del 18% y la tasa de morbilidad importante fue del 31%. En 1912, Wertheim informó de sus primeras 500 operaciones y se le puso su nombre a la operación. En 1944, Meigs volvió a popularizar su abordaje quirúrgico cuando desarrolló una operación de Wertheim modificada con extirpación de todos los ganglios pélvicos. Meigs informó de una tasa de supervivencia del 75% en pacientes con cáncer en estadio I y demostró una tasa de mortalidad operatoria del 1% si el procedimiento era llevado a cabo por un ginecólogo capacitado.

## Ámbito de aplicación e indicaciones
La operación de Wertheim-Meigs se utiliza para tratar cánceres de cuello uterino en estadio IA2, IB1, IB2 y IIA, adenocarcinomas de endometrio en estadio II, carcinomas vaginales superiores, sarcomas uterinos o de cérvix y otras neoplasias malignas raras confinadas al área del cuello uterino, el útero y/o la parte superior de la vagina. Es una de las intervenciones ginecológicas más completas. Consiste en: 
- Histerectomía radical, extirpación total del útero y los ligamentos que lo mantienen en su lugar en la pelvis.
- Linfadenectomía con extirpación del tejido conectivo y adiposo, incluidos los ganglios linfáticos pélvicos de ambos lados a lo largo de las arterias ilíaca común, ilíaca externa e ilíaca interna.
- Extracción del tejido vaginal circundante desde el foramen obturador hasta el diafragma pélvico.

Los ovarios y las trompas de falopio generalmente se dejan intactos, aunque esta es una decisión que se toma según el caso.

## Complicaciones
La morbilidad asociada a la operación de Wertheim-Meigs es sustancial. Las complicaciones más importantes son las fístulas ureterales, ureterovaginales y vesicovaginales que aparecen durante el período de convalecencia postoperatoria inmediata o posterior, principalmente en personas que han recibido radioterapia más adelante. Se describen otras complicaciones como: hemorragia intraoperatoria por lesión en los vasos sanguíneos pélvicos, sección accidental de uréter o vejiga, dehiscencia de la pared abdominal, obstrucción ureteral que produce hidronefrosis y exclusión renal, trastornos como incontinencia urinaria, polaquiuria, atonía vesical, frecuentemente acompañada de infección del tracto urinario y hematuria.